# Lední hokej na Zimních olympijských hrách 1976

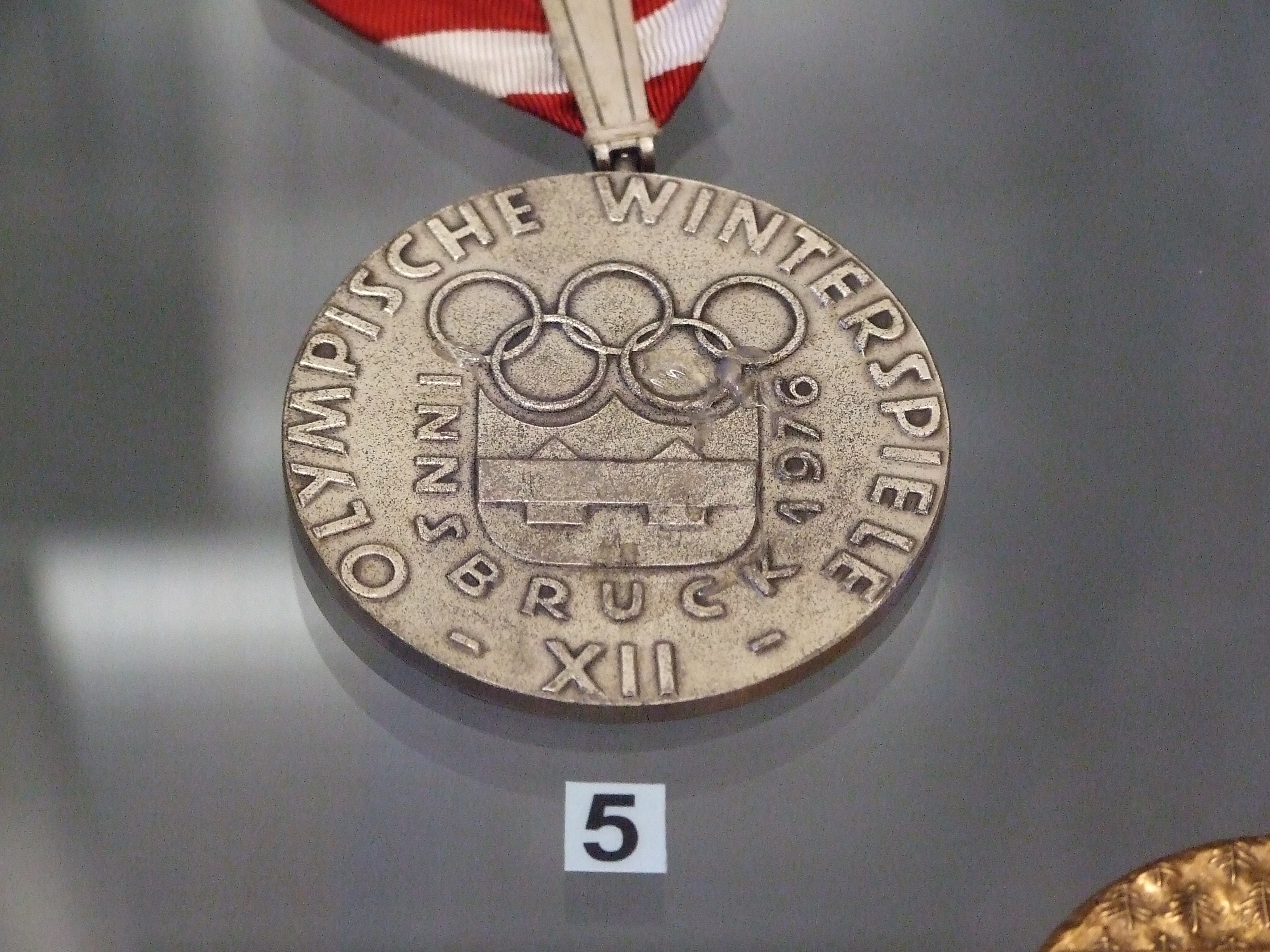
Stříbrné medaile získal tým Československa

Turnaj se odehrál v rámci XII. zimních olympijských her ve dnech 2.–14. února 1976 v Innsbrucku v Rakousku.
V hokejovém turnaji se sešlo dvanáct mužstev. Chyběli Kanaďané a také Švédové (oficiálně proto, že jejich hráči nesplňovali amatérský statut). Všichni účastníci hráli kvalifikaci, která se hrála vylučovacím způsobem. Kvalifikační utkání rozhodla o zařazení do skupiny A, kde se hrálo o medaile. Poražení hráli o 7.–12. místo ve skupině B.
Ve všech skupinách se hrálo jednokolově systémem každý s každým.

## Výsledky a tabulky

### Kvalifikace
Polsko –  Rumunsko 7:4 (1:2, 3:2, 3:0)
2. února 1976 (14:00) – Innsbruck (Olympia-Eisstadion)

Branky Polska: 18:23 Leszek Kokoszka, 27:10 Marian Kajzerek, 32:50 Mieczysław Jaskierski, 39:31 Leszek Kokoszka, 48:12 Robert Góralczyk, 52:52 Henryk Pytel, 58:21 Wiesław Jobczyk.

Branky Rumunska: 4:42 Dumitru Axinte, 6:31 Elöd Antal, 32:18 Doru Tureanu, 38:02 Elöd Antal.

Rozhodčí: Heinrich Ehrensperger (SUI), Rudolf Baťa (TCH)

Vyloučení: 5:1 (0:0)
 Československo –  Bulharsko 14:1 (3:0, 6:1, 5:0)
2. února 1976 (17:00) – Innsbruck (Olympia-Eisstadion)

Branky a nahrávky Československa: 6:10 Vladimír Martinec (Bohuslav Šťastný), 11:58 Ivan Hlinka (Jiří Bubla), 17:12 Jiří Holík (Bohuslav Ebermann), 22:07 Jiří Holík (Ivan Hlinka), 22:36 Vladimír Martinec (Jiří Novák), 23:29 Vladimír Martinec (Bohuslav Šťastný), 24:45 Eduard Novák, 35:13 Josef Augusta (František Pospíšil, Jaroslav Pouzar), 36:37 Jiří Novák (Bohuslav Šťastný), 42:32 Jiří Novák (Milan Chalupa), 43:55 Josef Augusta (Oldřich Machač), 44:20 Jiří Bubla (Jiří Holík), 51:13 Jiří Novák (Bohuslav Šťastný), 56:15 František Pospíšil (Oldřich Machač).

Branky a nahrávky Bulharska: 36:17 Ilja Bačvarov (Milčo Nenov, Georgi Ilijev).

Rozhodčí: Karl Haidinger, Wilhelm Valentin (AUT)

Vyloučení: 0:0
ČSSR: Jiří Holeček (31. Jiří Crha) – Oldřich Machač, František Pospíšil, Jiří Bubla, Milan Kajkl, Milan Chalupa, Miroslav Dvořák – Eduard Novák (34. Jaroslav Pouzar), Milan Nový, Josef Augusta – Bohuslav Ebermann, Ivan Hlinka, Jiří Holík – Vladimír Martinec, Jiří Novák, Bohuslav Šťastný.
Bulharsko: Petar Radev – Georgi Ilijev, Dimitri Lazarov, Ivajlo Kalev, Dimo Krastinov, Nikolaj Petrov, Ivan Penelov – Milčo Nenov, Ivan Atanasov, Ilja Bačvarov – Božidar Minčev, Malin Atanasov, Nikolaj Michajlov – Ljubomir Ljubomirov, Marin Bačvarov, Kiril Gerasimov.
 SRN –  Švýcarsko 5:1 (1:0, 2:0, 2:1)
2. února 1976 (20:00) – Innsbruck (Olympia-Eisstadion)

Branky SRN: 11:27 Lorenz Funk, 21:53 Ernst Köpf, 22:17 Lorenz Funk, 44:04 Erich Kühnhackl, 56:35 Guy Dubois.

Branky Švýcarska: 49:56 Jürg Berger.

Rozhodčí: Gordon Kerr (CAN), Åke Hanqvist (SWE)

Vyloučení: 7:7 (0.0)
 Finsko –  Japonsko 11:2 (0:1, 4:0, 7:1)
3. února 1976 (14:00) – Innsbruck (Olympia-Eisstadion)

Branky Finska: 22:09 Matti Rautiainen, 30:05 Pertti Koivulahti, 31:59 Matti Rautiainen, 33:07 Matti Rautiainen, 41:07 Tapio Koskinen, 41:48 Matti Rautiainen, 43:16 Henry Leppä], 46:25 Jorma Vehmanen, 48:04 Tapio Koskinen, 54:23 Matti Rautiainen, 57:57 Jorma Vehmanen.

Branky Japonska: 17:25 Hideo Urabe, 52:09 Minoru Ito.

Rozhodčí: Josef Kompalla (GER), Alexander Zagorski (POL)

Vyloučení: 2:1 (0:0)
 USA –  Jugoslávie 8:4 (2:1, 4:1, 2:2)
3. února 1976 (17:00) – Innsbruck (Olympia-Eisstadion)

Branky USA: 10:41 Steve Jensen, 17:17 Steve Alley, 24:20 Steve Sertich, 28:51 Steve Sertich, 35:22 Steve Sertich, 36:10 Douglas Ross, 52:12 Dan Bolduc, 53:31 Buzz Schneider.

Branky Jugoslávie: 6:41 Janez Petač, 28:07 Ignac Kavec, 47:10 Tomaž Lepša, 53:54 Edo Hafner.

Rozhodčí: Viktor Dombrovskij (URS), Raimo Sepponen (FIN)

Vyloučení: 3:3 (0:0)
 SSSR –  Rakousko 16:3 (4:0, 8:2, 4:1)
3. února 1976 (20:00) – Innsbruck (Olympia-Eisstadion)

Branky SSSR: 6:18 Vladimir Šadrin, 9:40 Vladimir Šadrin, 9:49 Viktor Šalimov, 10:05 Sergej Kapustin, 25:05 Vladimir Šadrin, 26:12 Vladimir Petrov, 26:42 Alexandr Malcev, 32:39 Alexandr Malcev, 34:00 Sergej Kapustin, 35:26 Viktor Šalimov, 36:44 Vladimir Petrov, 39:12 Vladimir Šadrin, 44:31 Viktor Žluktov, 49:48 Boris Michajlov, 52:53 Alexandr Jakušev, 58:55 Sergej Kapustin.

Branky Rakouska: 25:14 Josef Schwitzer, 32:26 Othmar Russ, 44:50 Alexander Sadjina.

Rozhodčí: Gordon Lee (USA), Mihail Presneanu (ROM)

Vyloučení: 2:1
- Vítězové jsou zařazeni do skupiny A, poražení do skupiny B.

### Skupina A
|    |        | URS           | TCH            | GER             | FIN    | USA | POL    | V | R | P | Skóre | B  |
| 1. | SSSR   | Sovětský svaz | 4:3            | 7:3             | 7:2    | 6:2 | 16:1   | 5 | 0 | 0 | 40:11 | 10 |
| 2. | ČSSR   | 3:4           | Československo | 7:4             | 2:1    | 5:0 | 0:1k   | 3 | 0 | 2 | 17:10 | 6  |
| 3. | SRN    | 3:7           | 4:7            | Západní Německo | 3:5    | 4:1 | 7:4    | 2 | 0 | 3 | 21:24 | 4  |
| 4. | Finsko | 2:7           | 1:2            | 5:3             | Finsko | 4:5 | 1:1    | 2 | 0 | 3 | 19:18 | 4  |
| 5. | USA    | 2:6           | 0:5            | 1:4             | 5:4    | USA | 7:2    | 2 | 0 | 3 | 15:21 | 4  |
| 6. | Polsko | 1:16          | 1:0k           | 4:7             | 1:7    | 2:7 | Polsko | 1 | 0 | 4 | 9:37  | 0  |

- ČSSR – Polsko 7:1, pro pozitivní dopingový test Františka Pospíšila na kodein bylo vítězství i vstřelené góly týmu Československa odebrány, Polsko však body za vítězství nezískalo. Pospíšil mohl pokračovat v turnaji.[1]

 SRN –  Polsko 7:4 (5:2, 0:0, 2:2)
6. února 1976 (13:00) – Innsbruck (Olympia-Eisstadion)

Branky SRN: 1:00 Erich Kühnhackl, 1:45 Martin Hinterstocker, 2:43 Walter Köberle, 7:16 Erich Kühnhackl, 19:38 Klaus Auhuber, 45:06 Lorenz Funk, 56:54 Ernst Köpf.

Branky Polska: 0:10 Stefan Chowaniec, 8:50 Tadeusz Obłój, 40:24 Tadeusz Obłój, 43:14 Tadeusz Obłój.

Rozhodčí: Åke Hanqvist (SWE), Heinrich Ehrensperger (SUI)

Vyloučení: 8:10 (1:0)
 SSSR –  USA 6:2 (3:0, 1:1, 2:1)
6. února 1976 (16:00) – Innsbruck (Olympia-Eisstadion)

Branky SSSR: 8:33 Alexandr Malcev, 12:21 Sergej Kapustin, 13:28 Sergej Babinov, 23:46 Vladimir Šadrin, 44:09 Valerij Charlamov, 54:06 Jurij Ljapkin.

Branky USA: 27:39 John Taft, 57:37 Steve Jensen.

Rozhodčí: Raimo Sepponen (FIN), Josef Kompalla (GER)

Vyloučení: 3:8 (1:0)
 Československo –  Finsko 2:1 (0:1, 1:0, 1:0)
6. února 1976 (20:00) – Innsbruck (Olympia-Eisstadion)

Branky a nahrávky Československa: 33:45 Jiří Novák (Vladimír Martinec), 44:30 Jiří Novák (Vladimír Martinec).

Branky a nahrávky Finska: 11:32 Pertti Koivulahti (Seppo Ahokainen).

Rozhodčí: Gordon Lee (USA), Gordon Kerr (CAN)

Vyloučení: 8:7 (1:0)
ČSSR: Jiří Holeček – Oldřich Machač, František Pospíšil, Jiří Bubla, Milan Kajkl, Milan Chalupa, Miroslav Dvořák – Eduard Novák, Milan Nový, Josef Augusta – Bohuslav Ebermann, Ivan Hlinka (48. Jaroslav Pouzar), Jiří Holík – Vladimír Martinec, Jiří Novák, Bohuslav Šťastný.
Finsko: Antti Leppänen – Timo Nummelin, Timo Saari, Seppo Lindström, [Reijo Laksola, Pekka Marjamäki, Hannu Haapalainen – Henry Leppä, Matti Murto, Hannu Kapanen – Tapio Koskinen, Esa Peltonen, Matti Rautiainen – Jorma Vehmanen, Pertti Koivulahti, Seppo Ahokainen – Matti Hagman.
 SSSR –  Polsko 16:1 (7:1, 6:0, 3:0)
8. února 1976 (13:00) – Innsbruck (Olympia-Eisstadion)

Branky SSSR: 1:25 Vladimir Šadrin, 5:00 Boris Alexandrov, 5:19 Gennadij Cygankov, 8:17 Valerij Charlamov, 8:40 Alexandr Gusev, 9:49 Alexandr Jakušev, 12:02 Alexandr Malcev, 22:32 Vladimir Šadrin, 24:43 Sergej Kapustin, 25:08 Boris Alexandrov, 25:51 Vladimir Petrov, 28:15 Vladimir Šadrin, 28:44 Sergej Kapustin, 55:29 Viktor Žluktov, 56:09 Vladimir Petrov, 58:15 Viktor Šalimov.

Branky Polska: 12:27 Andrzej Zabawa (vlastní gól Alexandr Gusev).

Rozhodčí: Gordon Lee (USA), Raimo Sepponen (FIN)

Vyloučení: 2:1 + Babinov na 5 min.
 Finsko –  SRN 5:3 (2:1, 1:1, 2:1)
8. února 1976 (16:00) – Innsbruck (Olympia-Eisstadion)

Branky Finska: 4:50 Jorma Vehmanen, 16:20 Hannu Kapanen, 29:08 Jorma Vehmanen, 50:36 Esa Peltonen, 50:56 Henry Leppä.

Branky SRN: 7:54 Erich Kühnhackl, 36:15 Martin Hinterstocker, 55:14 Ignaz Berndaner.

Rozhodčí: Viktor Dombrovskij (URS), Rudolf Baťa (TCH)

Vyloučení: 5:4 (0:0)
 Československo –  USA 5:0 (1:0, 1:0, 3:0)
8. února 1976 (20:00) – Innsbruck (Olympia-Eisstadion)

Branky a nahrávky Československa: 10:22 Milan Nový (Jiří Bubla), 38:19 Vladimír Martinec, 48:28 Bohuslav Šťastný (Vladimír Martinec, Ivan Hlinka), 51:14 Eduard Novák (František Pospíšil, Josef Augusta), 54:48 Milan Nový (Oldřich Machač).

Rozhodčí: Åke Hanqvist (SWE), Gordon Kerr (CAN)

Vyloučení: 9:7 (1:0, 1:0)
ČSSR: Jiří Holeček (Jiří Crha) – Oldřich Machač, František Pospíšil, Jiří Bubla, Milan Kajkl, Milan Chalupa, Miroslav Dvořák – Eduard Novák, Milan Nový, Josef Augusta – Vladimír Martinec, Ivan Hlinka, Bohuslav Šťastný – Jaroslav Pouzar, Bohuslav Ebermann.
USA: Jim Warden – Gary Ross, Dick Lamby, Paul Jensen, John Taft, Bob Lundeen, Jeffrey Hymanson – Steve Sertich, Robert Harris, William Schneider – Douglas Ross, Bob Dobek, Steve Jensen – Theo Thorndike, Steve Alley, Dan Bolduc – Robert Miller.
 USA –  Finsko 5:4 (2:0, 1:2, 2:2)
10. února 1976 (13:00) – Innsbruck (Olympia-Eisstadion)

Branky USA: 2:16 Steve Jensen, 12:56 Robert Harris, 35:17 Steve Sertich, 49:20 Steve Jensen, 54:35 Bob Dobek.

Branky Finska: 23:04 Matti Murto, 30:36 Pekka Marjamäki, 54:16 Matti Murto, 54:47 Matti Hagman.

Rozhodčí: Viktor Dombrovskij (URS), Åke Hanqvist (SWE)

Vyloučení: 5:3 (0:0)
 Československo –  Polsko 7:1 (3:1, 1:0, 3:0) – 0:1 kontumačně
- Utkání bylo pro doping československého hráče kontumováno 0:1 ve prospěch týmu Polska, kterému však nebyl bodový zisk započítán.

10. února 1976 (16:00) – Innsbruck (Olympia-Eisstadion)

Branky a nahrávky Československa: 6:59 Bohuslav Šťastný (Vladimír Martinec, Milan Nový), 11:00 Vladimír Martinec (Bohuslav Šťastný), 13:51 Vladimír Martinec (Milan Nový), 35:08 Milan Nový (František Pospíšil), 40:45 Jaroslav Pouzar, 56:00 Miroslav Dvořák (Vladimír Martinec), 56:47 Milan Nový (Jaroslav Pouzar).

Branky a nahrávky Polska: 10:04 Mieczysław Jaskierski.

Rozhodčí: Raimo Sepponen (FIN), Heinrich Ehrensperger (SUI)

Vyloučení: 2:3 (0:0)
ČSSR: Jiří Crha (37.Jiří Holeček) – Oldřich Machač, František Pospíšil, Miroslav Dvořák, Milan Kajkl, Milan Chalupa – Eduard Novák, Milan Nový, Jaroslav Pouzar – Bohuslav Ebermann, Ivan Hlinka, Jiří Holík – Vladimír Martinec, Bohuslav Šťastný.
Polsko: Walery Kosyl – Andrzej Słowakiewicz, Andrzej Iskrzycki, Robert Góralczyk, Jerzy Potz, Marek Marcinczak, Kordian Jajszczok – Walenty Ziętara, Leszek Kokoszka, Stefan Chowaniec – Tadeusz Obłój, Karol Żurek, Henryk Pytel – Wiesław Jobczyk, Marian Kajzerek, Andrzej Zabawa – Mieczysław Jaskierski.
 SSSR –  SRN 7:3 (5:2, 1:0, 1:1)
10. února 1976 (20:00) – Innsbruck (Olympia-Eisstadion)

Branky SSSR: 0:32 Boris Michajlov, 5:24 Alexandr Malcev, 10:17 Sergej Babinov, 12:57 Viktor Šalimov, 18:40 Vladimir Petrov, 33:46 Boris Michajlov, 54:57 Valerij Vasiljev.

Branky SRN: 11:08 Reiner Philipp, 15:14 Alois Schloder, 50:19 Ernst Köpf.

Rozhodčí: Gordon Lee (USA), Gordon Kerr (CAN)

Vyloučení: 11:5 (2:1)
 USA –  Polsko 7:2 (3:1, 1:1, 3:0)
12. února 1976 (13:00) – Innsbruck (Olympia-Eisstadion)

Branky USA: 4:48 Steve Jensen, 9:14 Gary Ross, 15:48 Bob Dobek, 25:55 Dan Bolduc, 40:40 Steve Jensen, 51:56 Bob Dobek, 56:00 Buzz Schneider.

Branky Polska: 5:00 Wiesław Jobczyk, 38:06 Leszek Kokoszka.

Rozhodčí: Gordon Kerr (CAN), Viktor Dombrovskij (URS)

Vyloučení: 6:8 (1:0)
 Československo –  SRN 7:4 (4:0, 3:2, 0:2)
12. února 1976 (16:00) – Innsbruck (Olympia-Eisstadion)

Branky a nahrávky Československa: 4:49 Ivan Hlinka (Bohuslav Ebermann), 11:20 František Pospíšil (Miroslav Dvořák), 14:11 Jaroslav Pouzar (Ivan Hlinka), 18:33 Vladimír Martinec, 21:45 Jiří Holík (Miroslav Dvořák), 28:40 Milan Nový (Jiří Holík, Oldřich Machač), 33:28 Milan Nový (Eduard Novák, František Pospíšil).

Branky a nahrávky SRN: 22:32 Erich Kühnhackl (Reiner Philipp), 27:59 Lorenz Funk (Ignaz Berndaner), 41:20 Martin Hinterstocker, 53:13 Martin Hinterstocker.

Rozhodčí: Raimo Sepponen (FIN), Gordon Lee (USA)

Vyloučení: 6:6 (1:0, 1:0) navíc Hlinka a Auhuber na 5 min.
ČSSR: Jiří Holeček – Oldřich Machač, František Pospíšil, Milan Chalupa, Miroslav Dvořák, Jiří Bubla, Milan Kajkl – Eduard Novák, Milan Nový, Josef Augusta – Vladimír Martinec, Jiří Holík, Bohuslav Šťastný – Bohuslav Ebermann, Ivan Hlinka, Jaroslav Pouzar.
SRN: Erich Weishaupt (41. Anton Kehle) – Udo Kießling, Josef Völk, Stefan Metz, Klaus Auhuber, Rudolf Thanner, Ignaz Berndaner – Alois Schloder, Erich Kühnhackl, Reiner Philipp – Martin Hinterstocker, Lorenz Funk, Ernst Köpf – Walter Köberle, Wolfgang Boos, Franz Reindl – Ferenc Vozar.
 SSSR –  Finsko 7:2 (3:0, 1:0, 3:2)
12. února 1976 (20:00) – Innsbruck (Olympia-Eisstadion)

Branky SSSR: 5:55 Viktor Šalimov, 7:22 Alexandr Malcev, 9:44 Vladimir Šadrin, 26:29 Alexandr Jakušev, 49:26 Viktor Šalimov, 50:08 Alexandr Malcev, 55:39 Viktor Šalimov.

Branky Finska: 44:48 Jorma Vehmanen, 48:56 Matti Murto.

Rozhodčí: Åke Hanqvist (SWE), Josef Kompalla (GER)

Vyloučení: 4:4 (0:0)
 SRN –  USA 4:1 (0:0, 1:0, 3:1)
14. února 1976 (13:00) – Innsbruck (Olympia-Eisstadion)

Branky SRN: 30:30 Erich Kühnhackl, 42:51 Reiner Philipp, 47:59 Alois Schloder, 54:49 Ernst Köpf.

Branky USA: 44:51 Buzz Schneider.

Rozhodčí: Heinrich Ehrensperger (SUI), Viktor Dombrovskij (URS)

Vyloučení: 6:6 (1:0)
 Finsko –  Polsko 7:1 (4:1, 1:0, 2:0)
14. února 1976 (16:00) – Innsbruck (Olympia-Eisstadion)

Branky Finska: 4:44 Matti Murto, 5:08 Timo Nummelin, 13:54 Matti Rautiainen, 14:06 Pekka Marjamäki, 38:56 Henry Leppä, 54:40 Reijo Laksola, 58:57 Seppo Ahokainen

Branky Polska: 8:54 Leszek Kokoszka.

Rozhodčí: Rudolf Baťa (TCH), Josef Kompalla (GER)

Vyloučení: 1:2 (0:0)
 Československo –  SSSR 3:4 (2:0, 0:2, 1:2)
14. února 1976 (20:00) – Innsbruck (Olympia-Eisstadion)

Branky a nahrávky Československa: 3:03 Milan Nový, 15:46 Ivan Hlinka (Jiří Bubla, Milan Kajkl), 51:02 Eduard Novák (František Pospíšil).

Branky a nahrávky SSSR: 32:03 Vladimir Šadrin (Viktor Šalimov, Gennadij Cygankov), 37:22 Vladimir Petrov (Valerij Charlamov), 55:37 Alexandr Jakušev (Jurij Ljapkin), 56:01 Valerij Charlamov (Vladimir Petrov).

Rozhodčí: Gordon Lee (USA), Åke Hanqvist (SWE)

Vyloučení: 4:5 (0:1, 1:0)
ČSSR: Jiří Holeček – Oldřich Machač, František Pospíšil, Jiří Bubla, Milan Kajkl, Milan Chalupa, Miroslav Dvořák – Eduard Novák, Milan Nový, Josef Augusta – Bohuslav Ebermann, Ivan Hlinka, Jiří Holík – Vladimír Martinec, Jiří Novák, Bohuslav Šťastný – Jaroslav Pouzar.
SSSR: Vladislav Treťjak – Valerij Vasiljev, Alexandr Gusev, Gennadij Cygankov, Jurij Ljapkin, Sergej Babinov, Vladimir Lutčenko – Boris Michajlov, Vladimir Petrov, Valerij Charlamov – Viktor Šalimov, Vladimir Šadrin, Alexandr Jakušev – Alexandr Malcev, Viktor Žluktov, Sergej Kapustin.

### Skupina B
|     |            | ROM | AUT      | JPN      | YUG        | SUI       | BUL | V | R | P | Skóre | B |
| 7.  | Rumunsko   |     | 4:3      | 3:1      | 3:4        | 4:3       | 9:4 | 4 | 0 | 1 | 23:15 | 8 |
| 8.  | Rakousko   | 3:4 | Rakousko | 3:2      | 3:1        | 3:5       | 6:2 | 3 | 0 | 2 | 18:14 | 6 |
| 9.  | Japonsko   | 1:3 | 2:3      | Japonsko | 4:3        | 6:4       | 7:5 | 3 | 0 | 2 | 20:18 | 6 |
| 10. | Jugoslávie | 4:3 | 1:3      | 3:4      | Jugoslávie | 6:4       | 8:5 | 3 | 0 | 2 | 22:19 | 6 |
| 11. | Švýcarsko  | 3:4 | 5:3      | 4:6      | 4:6        | Švýcarsko | 8:3 | 2 | 0 | 3 | 24:22 | 4 |
| 12. | Bulharsko  | 4:9 | 2:6      | 5:7      | 5:8        | 3:8       |     | 0 | 0 | 5 | 19:38 | 0 |

 Jugoslávie –  Švýcarsko 6:4 (1:1, 2:2, 3:1)
5. února 1976 (14:00) – Innsbruck (Messehalle)

Branky Jugoslávie: 3:44 Roman Smolej, 23:31 Franci Žbontar, 27:31 Janez Puterle, 43:47 Edo Hafner, 44:11 Franci Žbontar, 45:40 Gorazd Hiti.

Branky Švýcarska: 1:56 Guy Dubois, 25:01 Anton Neininger, 29:07 Nando Mathieu, 42:53 Renzo Holzer.

Rozhodčí: Wilhelm Valentin (AUT), Alexander Zagorski (POL)

Vyloučení: 3:1 (0:1)
 Rumunsko –  Japonsko 3:1 (1:0, 1:1, 1:0)
5. února 1976 (17:00) – Innsbruck (Messehalle)

Branky Rumunska: 14:56 Eduard Pana, 37:03 Elöd Antal, 41:24 Doru Tureanu.

Branky Japonska: 38:20 Hitoshi Nakamura.

Rozhodčí: Viktor Dombrovskij (URS), Karl Haidinger (AUT)

Vyloučení: 4:5 (2:0)
 Rakousko –  Bulharsko 6:2 (1:1, 3:0, 2:1)
5. února 1976 (20:00) – Innsbruck (Messehalle)

Branky Rakouska: 11:54 Herbert Pöck, 27:55 Franz Voves, 31:41 Rudolf König, 36:09 Sepp Puschnig, 42:10 Sepp Puschnig, 44:36 Rudolf König.

Branky Bulharska: 3:36 Božidar Minčev, 54:38 Ljubomir Ljubomirov.

Rozhodčí: Rudolf Baťa (TCH), Mihail Presneanu (ROM)

Vyloučení: 5:4 (1:0)
 Jugoslávie –  Rumunsko 4:3 (1:1, 2:1, 1:1)
7. února 1976 (14:00) – Innsbruck (Messehalle)

Branky Jugoslávie: 1:17 Franci Žbontar, 20:37 Franci Žbontar, 34:08 Miroslav Lap, 54:50 Ignac Kavec.

Branky Rumunska: 9:45 Eduard Pana, 32:30 Alexandru Halauca, 44:24 Marian Costea.

Rozhodčí: Heinrich Ehrensperger (SUI), Karl Haidinger (AUT)

Vyloučení: 5:5 (0:0)
 Švýcarsko –  Bulharsko 8:3 (2:0, 3:1, 3:2)
7. února 1976 (17:00) – Innsbruck (Messehalle)

Branky Švýcarska: 3:11 Anton Neininger, 6:30 Jakob Kölliker, 28:53 Renzo Holzer, 30:14 Walter Dürst, 32:47 Anton Neininger, 49:33 Anton Neininger, 54:39 Nando Mathieu, 58:56 Jürg Berger.

Branky Bulharska: 27:39 Malin Atanasov, 44:12 Georgi Ilijev, 52:43 Nikolaj Petrov.

Rozhodčí: Josef Kompalla (GER), Wilhelm Valentin (AUT)

Vyloučení: 6:7 (0:2) + Ljubomirov (BUL) na 10 min.
 Rakousko –  Japonsko 3:2 (1:1, 2:0, 0:1)
7. února 1976 (20:00) – Innsbruck (Messehalle)

Branky Rakouska: 15:12 Franz Voves, 32:21 Max Moser, 38:22 Herbert Moertl.

Branky Japonska: 7:05 Hideo Sakurai, 56:31 Takeshi Azuma.

Rozhodčí: Alexander Zagorski (POL), Mihail Presneanu (ROM)

Vyloučení: 1:3 (1:0)
 Jugoslávie –  Bulharsko 8:5 (3:1, 1:0, 4:4)
9. února 1976 (14:00) – Innsbruck (Messehalle)

Branky Jugoslávie: 0:11 Roman Smolej, 0:53 Edo Hafner, 17:45 Bogdan Jakopič, 39:25 Edo Hafner, 41:14 Roman Smolej, 44:45 Janez Puterle, 46:25 Miroslav Gojanović, 55:38 Franci Žbontar.

Branky Bulharska: 4:43 Božidar Minčev, 53:08 Milčo Nenov, 53:31 Ilja Bačvarov, 53:52 Milčo Nenov, 57:25 Ilja Bačvarov

Rozhodčí: Karl Haidinger (AUT), Mihail Presneanu (ROM)

Vyloučení: 9:1 (0:3) + Kumar (YUG) na 5 min., Kumar (YUG) na 10 min.
 Japonsko –  Švýcarsko 6:4 (1:2, 4:1, 1:1)
9. února 1976 (17:00) – Innsbruck (Messehalle)

Branky Japonska: 11:02 Minoru Ito, 22:12 Hideo Sakurai, 25:15 Hideo Sakurai, 25:23 Osamu Wakabayashi, 29:36 Minoru Ito, 54:02 Tsutomu Hanzawa.

Branky Švýcarska: 8:33 Walter Dürst, 13:59 Bernard Neininger, 33:48 Nando Mathieu, 52:44 Bernard Neininger.

Rozhodčí: Wilhelm Valentin (AUT), Alexander Zagorski (POL)

Vyloučení: 4:1 (0:2)
 Rumunsko –  Rakousko 4:3 (1:2, 0:0, 3:1)
9. února 1976 (20:00) – Innsbruck (Messehalle)

Branky Rumunska: 5:05 Marian Costea, 48:38 George Justinian, 52:01 Marian Pisaru, 59:34 Doru Tureanu.

Branky Rakouska: 4:32 Franz Voves, 16:47 Sepp Puschnig, 57:29 Herbert Moertl.

Rozhodčí: Rudolf Baťa (TCH), Josef Kompalla (GER)

Vyloučení: 5:5 (0:0)
 Rumunsko –  Bulharsko 9:4 (6:0, 2:1, 1:3)
11. února 1976 (14:00) – Innsbruck (Messehalle)

Branky Rumunska: 4:53 Marian Costea, 5:38 Vasile Hutanu, 13:17 Eduard Pana, 15:26 Dumitru Axinte, 16:12 Dumitru Axinte, 17:14 Marian Pisaru, 21:23 Elöd Antal, 33:56 Elöd Antal, 57:22 Marian Pisaru.

Branky Bulharska: 30:09 Milčo Nenov, 49:22 Kiril Gerasimov, 53:10 Kiril Gerasimov, 54:12 Ivan Penelov.

Rozhodčí: Alexander Zagorski (POL), Raimo Sepponen (FIN)

Vyloučení: 4:9 (2:0)
 Japonsko –  Jugoslávie 4:3 (2:0, 1:0, 1:3)
11. února 1976 (17:00) – Innsbruck (Messehalle)

Branky Japonska: 7:47 Tsutomu Hanzawa, 10:04 Yoshio Hoshino, 34:17 Osamu Wakabayashi, 56:19 Hideo Urabe.

Branky Jugoslávie: 41:51 Edo Hafner, 52:01 Janez Puterle, 52:49 Tomaž Lepša.

Rozhodčí: Heinrich Ehrensperger (SUI), Rudolf Baťa (TCH)

Vyloučení: 3:3 (0:0)
 Rakousko –  Švýcarsko 3:5 (1:1, 2:3, 0:1)
11. února 1976 (20:00) – Innsbruck (Messehalle)

Branky Rakouska: 18:47 Herbert Moertl, 29:03 Peter Zini, 35:47 Herbert Pöck.

Branky Švýcarska: 8:01 Daniel Widmer, 27:46 Rolf Tschiemer, 31:58 Rolf Tschiemer, 38:36 Rolf Tschiemer, 51:15 Aldo Zenhäusern.

Rozhodčí: Viktor Dombrovskij (URS), Gordon Lee (USA)

Vyloučení: 5:9 (1:0)
 Japonsko –  Bulharsko 7:5 (4:3, 2:1, 1:1)
13. února 1976 (14:00) – Innsbruck (Messehalle)

Branky Japonska: 0:56 Hideo Urabe, 7:25 Minoru Ito, 10:08 Jasushio Tanaka, 19:21 Hideo Sakurai, 37:28 Takeshi Azuma, 39:31 Hideo Urabe, 47:25 Jasushio Tanaka.

Branky Bulharska: 16:22 Ivan Atanasov, 16:34 Ilja Bačvarov, 18:17 Ivajlo Kalev, 27:11 Nikolaj Michajlov, 42:37 Marin Bačvarov.

Rozhodčí: Gordon Kerr (CAN), Josef Kompalla (GER)

Vyloučení: 6:9 (3:1)
 Rumunsko –  Švýcarsko 4:3 (2:0, 0:1, 2:2)
13. února 1976 (14:00) – Innsbruck (Messehalle)

Branky Rumunska: 13:09 Doru Tureanu, 16:01 Doru Tureanu, 46:09 Marian Pisaru, 55:52 Doru Tureanu.

Branky Švýcarska: 24:08 Ernst Lüthi, 51:08 Anton Neininger, 51:28 Walter Dürst.

Rozhodčí: Alexander Zagorski (POL), Rudolf Baťa (TCH)

Vyloučení: 5:4 (0:1) + Tureanu na 10 min.
 Rakousko –  Jugoslávie 3:1 (0:0,2:0,1:1)
13. února 1976 (20:00) – Innsbruck (Messehalle)

Branky Rakouska: 29:39 Herbert Pöck, 36:57 Alexander Sadjina, 53:00 Max Moser.

Branky Jugoslávie: 45:04 Roman Smolej.

Rozhodčí: Raimo Sepponen (FIN), Åke Hanqvist (SWE)

Vyloučení: 5:5 (0:0)

## Statistiky
| Poř. | Kanadské bodování | Branky | Přihrávky | Body |
| ---- | ----------------- | ------ | --------- | ---- |
| 1.   | Vladimir Šadrin   | 6      | 4         | 10   |
| 2.   | Alexandr Malcev   | 5      | 5         | 10   |
| 2.   | Viktor Šalimov    | 5      | 5         | 10   |
| 2.   | Erich Kühnhackl   | 5      | 5         | 10   |
| 5.   | Valerij Charlamov | 3      | 6         | 9    |
| 6.   | Ernst Köpf        | 3      | 5         | 8    |
| 7.   | Vladimir Petrov   | 4      | 3         | 7    |
| 8.   | Alexandr Jakušev  | 3      | 4         | 7    |
| 8.   | Bob Dobek         | 3      | 4         | 7    |
| 10.  | Lorenz Funk       | 2      | 5         | 7    |

### Soupiska SSSR
SSSR

Brankáři: Vladislav Treťjak, Alexandr Sidělnikov.

Obránci: Sergej Babinov, Vladimir Lutčenko, Jurij Ljapkin, Gennadij Cygankov, Valerij Vasiljev, Alexandr Gusev.

Útočníci: Boris Michajlov, Vladimir Petrov, Valerij Charlamov, Viktor Šalimov, Vladimir Šadrin, Alexandr Jakušev, Alexandr Malcev, Viktor Žluktov, Sergej Kapustin, Boris Alexandrov.

Trenéři: Boris Kulagin, Konstantin Loktěv, Vladimir Jurzinov.

### Soupiska Československa
Československo

Brankáři: Jiří Holeček, Jiří Crha, Pavol Svitana

Obránci: Oldřich Machač, František Pospíšil, Jiří Bubla, Milan Kajkl, Milan Chalupa, Miroslav Dvořák.

Útočníci: Eduard Novák, Milan Nový, Josef Augusta, Bohuslav Ebermann, Ivan Hlinka, Jiří Holík, Vladimír Martinec, Jiří Novák, Bohuslav Šťastný, Jaroslav Pouzar.

Trenéři: Karel Gut, Ján Starší.

### Soupiska SRN
SRN

Brankáři: Anton Kehle, Erich Weishaupt

Obránci: Ignaz Berndaner, Klaus Auhuber, Rudolf Thanner, Udo Kießling, Josef Völk

Útočníci: Erich Kühnhackl, Ernst Köpf, Lorenz Funk, Martin Hinterstocker, Alois Schloder, Reiner Philipp, Walter Köberle, Franz Reindl, Wolfgang Boos, Ferenc Vozar, Stefan Metz

Trenér: Xaver Unsinn

### Soupiska Finska
4.  Finsko

Brankáři: Urpo Ylönen, Antti Leppänen.

Obránci: Pekka Marjamäki, Reijo Laksola, Timo Nummelin, Hannu Haapalainen, Seppo Lindström, Timo Saari.

Útočníci: Matti Rautiainen, Jorma Vehmanen, Matti Murto, Henry Leppä, Seppo Ahokainen, Pertti Koivulahti, Esa Peltonen, Matti Hagman, Hannu Kapanen, Tapio Koskinen

Trenér: Seppo Liitsola, Matti Rautiainen.

### Soupiska USA
5.  USA

Brankáři: Jim Warden, Blane Comstock.

Obránci: John Taft, Gary Ross, Dick Lamby, Bob Lundeen, Jeffrey Hymanson, Paul Jensen.

Útočníci: William Schneider, Steve Alley, Dan Bolduc, Bob Dobek, Robert Harris, Steve Jensen, Robert Miller, Douglas Ross, Steve Sertich, Theo Thorndike.

Trenér: Bob Johnson.

### Soupiska Polska
6.  Polsko

Brankáři: Andrzej Tkacz, Walery Kosyl.

Obránci: Jerzy Potz, Andrzej Słowakiewicz, Andrzej Iskrzycki, Kordian Jajszczok, Marek Marcinczak, Robert Góralczyk.

Útočníci: Walenty Ziętara, Stefan Chowaniec, Tadeusz Obłój, Leszek Kokoszka, Andrzej Zabawa, Wiesław Jobczyk, Henryk Pytel, Karol Żurek, Mieczysław Jaskierski, Marian Kajzerek.

Trenér: Józef Kurek.

### Soupiska Rumunska
7.  Rumunsko

Brankáři: Vasile Morar, Valerian Netedu.

Obránci: Dezideriu Varga, Eduard Pana, Ion Gheorghiu, Elöd Antal, Sandor Gall, George Justinian, Doro Morosan.

Útočníci: Doru Tureanu, Dumitru Axinte, Alexandru Halauca, Marian Pisaru, Marian Costea, Ion Ionita, Vasile Hutanu, Tiberiu Miklos, Nicolae Visan.

Trenéři: Stefan Ionescu, Ion Tiron.

### Soupiska Rakouska
8.  Rakousko

Brankáři: Franz Schilcher, Daniel Gritsch.

Obránci: Sepp Puschnig, Gerhard Hausner, Josef Schwitzer, Rudolf König, Herbert Pöck, Walter Schneider.

Útočníci: Johann Schuller, Michael Herzog, Günter Oberhuber, Othmar Russ, Max Moser, Franz Voves, Peter Zini, Josef Kriechbaum, Alexander Sadjina, Herbert Moertl.

Trenér: Jurij Baulin (Sovětský svaz).

### Soupiska Japonska
9.  Japonsko

Brankáři: Toshimitsu Óhtsubo, Minoru Misawa.

Obránci: Takeshi Akiba, Minoru Ito, Jasushio Tanaka, Hiroshi Hori, Iwao Nakayama, Tsutomu Hanzawa.

Útočníci: Osamu Wakabayashi, Yoshio Hoshino, Hitoshi Nakamura, Koji Wakasa, Hideo Urabe, Takeshi Azuma, Sasaki Honma, Hideo Sakurai, Kiyoshi Ekashika, Yoshiaki Kyoya.

Trenér: Jošihiro Mijazaki.

### Soupiska Jugoslávie
10.  Jugoslávie

Brankáři: Tomaž Lepša, Marjan Žbontar.

Obránci: Miroslav Gojanović, Roman Smolej, Franci Žbontar, Drago Savič, Božidar Beravs, Bojan Kumar.

Útočníci: Silvo Poljanšek, Janez Puterle, Gorazd Hiti, Ivan Ščap, Edo Hafner, Janez Albrecht, Miroslav Lap, Bogdan Jakopič, Ignac Kavec, Janez Petač.

Trenér: Přemysl Hainý (Československo).

### Soupiska Švýcarska
11.  Švýcarsko

Brankáři: Alfio Molina, André Jorns.

Obránci: Charles Henzen, Jakob Kölliker, Ueli Hofmann, Anton Neininger, Guy Dubois.

Útočníci: Andreas Meyer, Ernst Lüthi, Aldo Zenhäusern, Nando Mathieu, Bernard Neininger, Renzo Holzer, Walter Dürst, Jürg Berger, Georg Mattli, Rolf Tschiemer, Daniel Widmer.

Trenér: Rudolf Killias.

### Soupiska Bulharska
12.  Bulharsko

Brankáři: Atanas Ilijev, Petar Radev.

Obránci: Georgi Ilijev, Ivajlo Kalev, Dimo Krastinov, Dimitri Lazarov, Ivan Penelov, Nikolaj Petrov.

Útočníci: Ivan Atanasov, Malin Atanasov, Ilja Bačvarov, Marin Bačvarov, Božidar Minčev, Kiril Gerasimov, Ljubomir Ljubomirov, Ivan Markovski, Nikolaj Michajlov, Milčo Nenov.

Trenér: Pantelej Pantev.

## Konečné pořadí
|     | Tým        |
| --- | ---------- |
|     | SSSR (URS) |
|     | ČSSR (TCH) |
|     | SRN (FRG)  |
| 4.  | Finsko     |
| 5.  | USA        |
| 6.  | Polsko     |
| 7.  | Rumunsko   |
| 8.  | Rakousko   |
| 9.  | Japonsko   |
| 10. | Jugoslávie |
| 11. | Švýcarsko  |
| 12. | Bulharsko  |